# Sinbad: Beyond the Veil of Mists
Sinbad: Beyond the Veil of Mists is een animatiefilm uit 2000 afkomstig uit India en de Verenigde Staten.

## Verhaal
Dit verhaal volgt het avontuur van jongen, genaamd Sinbad, die een mysterieus eiland ontdekt dat bestuurd wordt door koning Akron en zijn dochter, prinses Serena. Hun welwillende regel staat onder druk van Baraka, een tovenaar die gebruikmaakt van zijn bevoegdheden om zijn kwade doeleinden te uiten op het eiland. Serena doet beroep op Sinbad om de ontbrekende ingrediënten te gaan zoeken voor een magische toverspreuk die de krachten van de kwade Baraka laat verdwijnen.

## Rolverdeling
| Acteur           | Personage                              |
| ---------------- | -------------------------------------- |
| K.W. Miller      | Babu                                   |
| Brendan Fraser   | Sinbad (Stem)                          |
| Jennifer Hale    | Prinses Serena (Stem)                  |
| John Rhys-Davies | Koning Akron / Baraka (Stem)           |
| Leonard Nimoy    | Akron / Baraka / Koning Chandra (Stem) |